# Francis Dutton

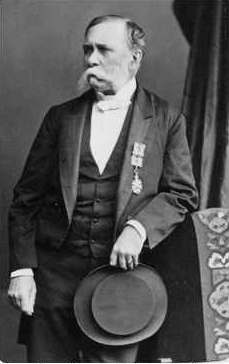
Francis Dutton

Francis Stacker Dutton, CMG (* 1818 in Cuxhaven; † 25. Januar 1877 in London) war ein australischer Politiker, der unter anderem von 1851 bis 1857 Mitglied des South Australian Legislative Council sowie zwischen 1857 und 1865 Mitglied des South Australian House of Assembly. Er fungierte ferner 1863 für elf Tage sowie 1865 für 182 Tage als Premierminister von South Australia und war daraufhin zwischen 1865 und seinem Tode 1877 noch Generalagent und damit Vertreter von South Australia im Vereinigten Königreich.

## Leben

### Abgeordneter und Minister
Francis Stacker Dutton, dessen Vater als Vizekonsul in Cuxhaven tätig war, besuchte die von Philipp Emanuel von Fellenberg gegründete Schule in Hofwil sowie eine Schule in Bremen, ehe er 1835 im Alter von 17 Jahren nach Brasilien auswanderte. Später reiste er nach New South Wales und ließ sich schließlich 1841 in South Australia nieder. Seine frühe Beschäftigung mit der Bergbauindustrie, einschließlich der Entdeckung der Kupfermine in Kapunda mit Charles Hervey Bagot machte Dutton reich und ermöglichte ihm den Einstieg in die Politik. Sein ältester Bruder Hampden Dutton (1805–1849) war ein Pionier der pastoralen Naturweidewirtschaft in New South Wales und South Australia, während sein älterer Bruder Frederick Hansborough Dutton (1812–1890) sowohl ein Pionier der pastoralen Naturweidewirtschaft als auch zwischen 1852 und 1853 Mitglied des South Australian Legislative Council war.
Am 2. Juli 1851 wurde Dutton im Wahlkreis East Adelaide zum Mitglied des South Australian Legislative Council gewählt, des Oberhauses des Parlaments von South Australia, und gehörte diesem bis zum 2. Februar 1857 an. Er war in dieser Funktion aktiv an der Ausarbeitung der Verfassung Südaustraliens beteiligt und wurde aufgrund dieser Verfassung am 9. März 1857 im Fünf-Personen-Wahlkreis City of Adelaide erstmals zum Mitglied des South Australian House of Assembly, des Unterhauses des Parlaments der Kolonie gewählt. Er vertrat diesen Wahlkreis bis zum 18. März 1860 und wurde daraufhin von Matthew Moorhouse abgelöst. Am 30. September 1857 wurde er in die Regierung von  Premier Richard Hanson berufen und bekleidete in dieser bis zum 2. Juni 1859 das Amt als Minister für Ländereien der Krone und Einwanderung (Commissioner of Crown Lands and Immigration). Bei der Wahl am 19. März 1862 wurde er als Nachfolger von David Shannon im Zwei-Personen-Wahlkreis Light wiederum zum Mitglied der Legislativversammlung gewählt und vertrat diesen Wahlkreis bis zu seinem Mandatsverzicht am 22. April 1862, woraufhin John Rowe diesen Wahlkreis übernahm. Wenige Monate später wurde er bei der Wahl am 17. November 1862 wiederum im Wahlkreis Light zum Mitglied in das House of Assembly gewählt, wo er nunmehr Rowe ablöste. Er vertrat diesen Wahlkreis bis zu seinem Mandatsverzicht am 28. September 1865 und wurde daraufhin von John Rounsevell abgelöst.

### Premierminister und Generalagent im Vereinigten Königreich
Im Juni 1863 stellte er einen Misstrauensantrag gegen die Regierung von Premier George Marsden Waterhouse wegen angeblicher finanzieller Unregelmäßigkeiten vor, was zum Rücktritt von Waterhouse und seiner Regierung führte. Dutton bildete daraufhin am 4. Juli 1863 als Premierminister von South Australia seine erste Regierung, die jedoch aufgrund mangelnder Unterstützung im Legislativrat bereits nach elf Tagen am 15. Juli 1863 zurücktreten musste. In seiner Regierung bekleidete er vom 4. bis zum 15. Juli 1863 außerdem noch einmal das Amt als Minister für Ländereien der Krone und Einwanderung. Daraufhin bildete Henry Ayers am 15. Juli 1863 seine erste Regierung.
Am 22. März 1865 bildete Francis Dutton als Premier seine zweite Regierung, die die erste Regierung von Premier Arthur Blyth ablöste. In dieser Regierung fungierte er außerdem zwischen dem 22. März und dem 20. September 1865 als Minister für öffentliche Arbeiten (Commissioner of Public Works). Am 20. September 1865 trat er zurück und wurde daraufhin von Henry Ayers abgelöst, der als Premier seine zweite Regierung bildete. Nach seinem Rücktritt als Premier und seinem Ausscheiden aus der Legislativversammlung übernahm er von Gregory Walters das Amt als Generalagent und damit als Vertreter von South Australia im Vereinigten Königreich. Dieses bekleidete er bis zu seinem Tode am 25. Januar 1877, woraufhin der frühere Premier Arthur Blyth seine Nachfolge antrat. Für seine Verdienste wurde er 1872 als Companion des Order of St Michael and St George (CMG) ausgezeichnet.
Am 7. November 1849 heiratete er Caroline MacDermott (1822–1855), deren Vater Marshall MacDermott (1791–1877) ebenfalls Mitglied des South Australian Legislative Council sowie Mitglied des South Australian House of Assembly war sowie in der Regierung von Premier Robert Richard Torrens vom 1. bis zum 30. September 1857 das Amt als Minister für Ländereien der Krone und Einwanderung. Aus dieser Ehe gingen zwei Söhne und eine Tochter hervor, darunter Sir Frederick Dutton (1855–1930), der als Solicitor in der Anwaltskanzlei Wilkins, Blyth, Dutton and Hartley tätig war und am 11. Februar 1921 als Knight Bachelor (Kt) nobilitiert wurde.

## Veröffentlichung
- South Australia and its mines, with an historial sketch of the colony, under its several administrations, to the period of Captain Grey’s departure, T. and W. Boone, London 1846